# Moosblasenschnecke
Die Moosblasenschnecke (Aplexa hypnorum) ist eine luftatmende Süßwasserschnecke aus der Familie der Blasenschnecken (Physidae), die zur Unterordnung der Wasserlungenschnecken (Basommatophora) innerhalb der Lungenschnecken (Pulmonata) gestellt.

## Merkmale
Das linksgewundene Gehäuse ist relativ schlank. Die Schale ist dünn und gelblich bis rötlichbraun. Die 6 Gewinde ist deutlich höher als die Öffnung und die Windungen sind kaum gewölbt, die Öffnung ist nicht aufgeblasen. Es misst bis 15 mm in der Höhe und 6 mm in der Breite. Der Mantel hatte keine Mantelfortsätze wie die Gattung Physa. Die Fühler sind dünn, Fuß und Mantel des Tieres sind schwarz.

## Vermehrung
Die Moosblasenschnecke wird nur ein Jahr alt. Die Jungtiere überwintern und beginnen im Frühjahr ab Temperaturen von 7° zu wachsen. Ab Mai/Juni werden dann die Eier abgelegt. Die gallertigen Eierkapseln enthalten 5 bis 31 Eier.

## Lebensweise und Verbreitung
Die Tiere leben in pflanzenreichen Gräben und Tümpeln, aber auch in Mooren. Sie tolerieren auch relativ saures Wasser. Die Nahrung besteht aus Detritus und vermodernden Pflanzen. Sie verlassen gelegentlich das Wasser, indem sie an Stängeln hochkriechen. Sie kann sogar die Austrocknung des Gewässers überstehen.

## Gefährdung
Die Art wird in Deutschland, Österreich, Schweiz und Polen als gefährdet eingestuft.